# Earthbound (The 5th Dimension)
Earthbound è il dodicesimo album in studio del gruppo pop statunitense The 5th Dimension, pubblicato nel 1975.

## Tracce
Tutte le tracce sono state scritte da Jimmy Webb, eccetto dove indicato.
1. Prologue (Jimmy Webb) / Be Here Now (George Harrison) – 4:05
2. Don't Stop for Nothing (J. Johnson) – 2:43
3. I've Got a Feeling (John Lennon, Paul McCartney) – 4:23
4. Magic in My Life (J. Johnson) – 3:17
5. Walk Your Feet in the Sunshine – 4:13
6. When Did I Lose Your Love – 2:47
7. Lean On Me Always – 4:28
8. Speaking With My Heart – 3:40
9. Moonlight Mile (Mick Jagger, Keith Richards) – 5:15
10. Epilogue – 2:37